# Anne Jardin
Anne Jardin (Montreal, Canadá, 26 de julio de 1959) es una nadadora canadiense retirada especializada en pruebas de estilo libre, donde consiguió ser medallista de bronce olímpica en 1976 en los 4 x 100 metros estilo libre.

## Carrera deportiva
En los Juegos Olímpicos de Montreal 1976 ganó la medalla de bronce en los 4 x 100 metros estilo libre, con un tiempo de 3:48.81 segundos, tras Estados Unidos (oro) y Alemania Oriental (plata), siendo sus compañeras de equipo las nadadoras: Becky Smith, Gail Amundrud y Barbara Clark. Y también ganó el bronce en los relevos de 4 x 100 metros estilos (nadando el largo de estilo libre), llegando a meta tras el equipo de Alemania Oriental (oro) y Estados Unidos (plata).